# Högsjön, Närke
Högsjön är en sjö i Arboga kommun i Närke och ingår i Norrströms huvudavrinningsområde. Sjön har en area på 1,07 kvadratkilometer och ligger 32 meter över havet.

## Delavrinningsområde
Högsjön ingår i det delavrinningsområde (658518-149510) som SMHI kallar för Utloppet av Högsjön. Medelhöjden är 47 meter över havet och ytan är 8 kvadratkilometer. Det finns inga avrinningsområden uppströms utan avrinningsområdet är högsta punkten. Vattendraget som avvattnar avrinningsområdet har biflödesordning 2, vilket innebär att vattnet flödar genom totalt 2 vattendrag innan det når havet efter 199 kilometer. Avrinningsområdet består mestadels av skog (60 procent) och jordbruk (11 procent). Avrinningsområdet har 1,07 kvadratkilometer vattenytor vilket ger det en sjöprocent på 13,3 procent.